# بردگوری دزداران ۱
بردگوری دزداران ۱ در شهرستان کوهرنگ، روستای دو آب صمصامی واقع شده و این اثر در تاریخ ۱۸ خرداد ۱۳۸۰ با شمارهٔ ثبت ۳۸۶۶ به‌عنوان یکی از آثار ملی ایران به ثبت رسیده است.